# Glou/Glory
Glou/Glory es el primer y único álbum de estudio de la excantante puertorriqueña Glory. Fue publicado el 28 de junio de 2005 a través de los sellos discográficos VI Music y Machete Music. Cuenta con los sencillos «La Popola» y «La Traicionera», que ayudaron al álbum a ingresar en las listas de la revista Billboard.
El álbum tuvo una reedición al año siguiente como parte de la serie Roots of Reggaeton de Machete Music.

## Antecedentes
Glory debutó como corista a finales de los años 90 por recomendación de Eddie Dee, siendo una figura predominante en los conciertos de Don Omar y el dúo Héctor & Tito. En los años previos, había aparecido en coros de canciones populares como «Dale Don Dale» y «Gasolina». A pesar de tener a Don Omar como su «padrino musical», Glory remarcaba sobre la ausencia de intérpretes femeninas en reguetón, describiendo: “siento mucha responsabilidad por ser mujer y entrar en un género que es machista, más aún porque somos pocas las exponentes, que básicamente somos dos, Ivy Queen y yo”.
En noviembre de 2004, Glory participó en el álbum recopilatorio de Eliel, El Que Habla con las Manos. La canción interpretada, «La popola», fue prohibida en República Dominicana por la Comisión Nacional de Espectáculos Públicos, esto debido a su contenido lírico, ya que popola es también una jerga para el aparato sexual femenino. A pesar de esto, la canción logró entrar al top 10 en la categoría Tropical Songs de la revista Billboard, aunque los créditos de la canción fueron otorgados al productor y no a la cantante.

## Lista de canciones
Todas las letras escritas por Glorimar Montalvo, excepto donde se indique.
| N.º   | Título                          | Escritor(es)                                      | Duración |  |
| 1.    | «Intro»                         |                                                   | 0:43     |  |
| 2.    | «Perreo 101»                    |                                                   | 3:01     |  |
| 3.    | «Acelera»                       | Montalvo · Alex Quiles                            | 4:06     |  |
| 4.    | «La traicionera» (con Don Omar) | Montalvo · Eduardo Reyes · William Landrón Rivera | 4:10     |  |
| 5.    | «Dale, dale»                    | José Miguel Velázquez                             | 3:15     |  |
| 6.    | «Sin freno»                     |                                                   | 3:25     |  |
| 7.    | «Un paso»                       | Montalvo · Eric Pérez · Eduardo Reyes             | 3:25     |  |
| 8.    | «Ahora regresas»                |                                                   | 3:26     |  |
| 9.    | «A popolear» (con Valentino)    |                                                   | 3:31     |  |
| 10.   | «Flor del barrio» (con Gallego) | Montalvo · José Raúl González · Alex Quiles       | 4:28     |  |
| 11.   | «Te vas»                        |                                                   | 4:02     |  |
| 12.   | «Lento»                         | Montalvo · Eric Pérez · Marvin Rosario            | 3:36     |  |
| 13.   | «La Popola»                     |                                                   | 3:08     |  |
| 14.   | «Outro»                         | D.A.R.                                            | 2:16     |  |
| 46:33 |                                 |                                                   |          |  |

## Posicionamiento en listas
| Listas (2005)                        | Mejor posición |
| ------------------------------------ | -------------- |
| Estados Unidos (Heatseekers Albums)  | 32             |
| Estados Unidos (Latin Rhythm Albums) | 6              |
| Estados Unidos (Top Latin Albums)    | 22             |